# 中国驻牙买加大使列表
本列表为中華民國和中華人民共和國驻牙买加历任大使名录。

## 历任中国驻牙买加大使

### 附：中华民国驻京斯敦领事（1943年－1950年）
1943年，中华民国在英属牙买加首府京斯敦设立领事馆。1950年，英国承认中华人民共和国，中华民国撤销驻英国使领馆。
| 姓名   | 任命          | 到任 | 免职          | 离任      | 领事职务 | 备注 | 备注 |
| ------ | ------------- | ---- | ------------- | --------- | -------- | ---- | ---- |
| 黄泽光 | 1944年4月5日  |      | 1949年3月11日 |           | 领事     |      |      |
| 邵挺   | 1949年3月11日 |      |               | 1950年1月 | 领事     |      |      |

### 中华民国驻牙买加大使（1962年－1972年）
1962年8月牙买加独立后，中华民国于8月9日与牙买加建交并于9月3日设立驻牙买加大使馆。1966年，开始派遣驻牙大使。1972年11月，因牙买加与中华人民共和国建交，中华民国遂与之断交。
| 姓名   | 任命          | 到任          | 递交国书      | 免职          | 离任          | 外交衔级 | 外交职务     | 备注         | 备注 |
| ------ | ------------- | ------------- | ------------- | ------------- | ------------- | -------- | ------------ | ------------ | ---- |
| 彭     | 1962年9月3日  | 1962年9月3日  |               |               | 1966年10月5日 | 参事     | 临时代办     |              |      |
| 孙碧奇 | 1966年9月12日 | 1966年10月5日 | 1966年10月7日 | 1968年7月30日 |               | 大使     | 特命全权大使 | 兼驻巴巴多斯 |      |
| 凌崇熙 | 1968年7月30日 | 1968年9月17日 | 1968年9月24日 |               | 1972年11月3日 | 大使     | 特命全权大使 |              |      |

### 中华人民共和国驻牙买加大使（1973年至今）
1972年11月21日，中华人民共和国与牙买加建交，开始派遣驻牙买加大使。1998年起，中国驻牙买加大使同时兼任常驻国际海底管理局代表。
| 姓名   | 任命           | 任命           | 到任           | 递交国书       | 免职           | 免职           | 离任           | 外交衔级 | 外交职务     | 备注                     |
| 姓名   | 全国人大常委会 | 主席           | 到任           | 递交国书       | 全国人大常委会 | 主席           | 离任           | 外交衔级 | 外交职务     | 备注                     |
| ------ | -------------- | -------------- | -------------- | -------------- | -------------- | -------------- | -------------- | -------- | ------------ | ------------------------ |
| 路德芳 | 不適用         | 不適用         | 1973年3月      |                | 不適用         | 不適用         | 1973年7月      | 参赞     | 临时代办     | 筹备开馆                 |
| 李超   | 不適用         | 不適用         | 1973年7月12日  | 1973年7月19日  | 1976年12月2日  | 不適用         | 1976年11月10日 | 大使     | 特命全权大使 |                          |
| 王崇理 | 1977年10月24日 | 不適用         | 1977年3月17日  | 1977年3月24日  | 1983年6月23日  | 不適用         | 1983年6月3日   | 大使     | 特命全权大使 |                          |
| 高杰   | 1983年6月23日  | 不適用         | 1983年9月      | 1983年9月14日  | 不適用         | 不適用         | 1984年9月      | 大使     | 特命全权大使 | 1985年12月25日在北京去世 |
| 吴甲选 | 1986年1月20日  | 1986年4月21日  | 1986年5月      | 1986年5月20日  | 1988年3月12日  | 1988年5月27日  | 1988年5月      | 大使     | 特命全权大使 |                          |
| 喻明生 | 1988年12月29日 | 1989年3月19日  | 1989年5月9日   | 1989年5月12日  | 1992年7月1日   | 1992年10月22日 | 1992年10月13日 | 大使     | 特命全权大使 | 兼驻伯利兹               |
| 王建立 | 1992年7月1日   | 1992年10月22日 | 1992年10月     | 1992年11月4日  | 1995年5月10日  | 1995年9月15日  | 1995年8月31日  | 大使     | 特命全权大使 |                          |
| 李尚胜 | 1995年5月10日  | 1995年9月15日  | 1995年9月      | 1995年9月20日  | 1998年8月29日  | 1999年3月12日  | 1999年1月      | 大使     | 特命全权大使 | 兼常驻国际海底管理局代表 |
| 刘大群 | 1998年8月29日  | 1999年3月12日  | 1999年1月      | 1999年1月27日  | 2000年4月29日  | 2000年8月25日  | 2000年3月      | 大使     | 特命全权大使 | 兼常驻国际海底管理局代表 |
| 郭崇立 | 2000年4月29日  | 2000年8月25日  | 2000年7月      | 2000年7月14日  |                | 2003年5月9日   | 2003年3月      | 大使     | 特命全权大使 | 兼常驻国际海底管理局代表 |
| 赵振宇 |                | 2003年5月9日   | 2003年4月26日  | 2003年5月8日   | 2006年4月29日  | 2006年9月19日  | 2006年11月     | 大使     | 特命全权大使 | 兼常驻国际海底管理局代表 |
| 陈京华 | 2006年4月29日  | 2006年9月19日  | 2006年11月20日 | 2006年12月7日  | 2010年12月25日 | 2011年6月1日   | 2011年4月      | 大使     | 特命全权大使 | 兼常驻国际海底管理局代表 |
| 郑清典 | 2010年12月25日 | 2011年6月1日   | 2011年5月6日   | 2011年5月20日  | 2013年2月27日  | 2013年11月25日 | 2013年9月      | 大使     | 特命全权大使 | 兼常驻国际海底管理局代表 |
| 董晓军 | 2013年2月27日  | 2013年11月25日 | 2013年9月30日  | 2013年10月15日 | 2015年8月29日  | 2015年12月11日 | 2015年11月     | 大使     | 特命全权大使 | 兼常驻国际海底管理局代表 |
| 牛清报 | 2015年8月29日  | 2015年12月11日 | 2015年12月27日 | 2016年1月11日  | 2017年12月27日 | 2018年4月2日   | 2018年2月      | 大使     | 特命全权大使 | 兼常驻国际海底管理局代表 |
| 田琦   | 2017年12月27日 | 2018年4月2日   | 2018年3月19日  | 2018年4月3日   | 2022年2月28日  | 2022年6月9日   | 2022年3月28日  | 大使     | 特命全权大使 | 兼常驻国际海底管理局代表 |
| 陈道江 | 2022年2月28日  | 2022年6月9日   | 2022年5月30日  | 2022年6月17日  |                | 2025年8月15日  | 2025年6月      | 大使     | 特命全权大使 | 兼常驻国际海底管理局代表 |
| 王锦峰 |                | 2025年8月15日  | 2025年8月4日   |                | 现任           |                |                | 大使     | 特命全权大使 | 兼常驻国际海底管理局代表 |

### 附：中華民國駐牙買加代表（1992年－1993年）
1992年8月29日，設立中華民國商務代表團。1993年6月9日關閉。
| 姓名   | 任命          | 到任           | 免职          | 离任          | 外交衔级 | 外交职务 | 备注 | 备注 |
| ------ | ------------- | -------------- | ------------- | ------------- | -------- | -------- | ---- | ---- |
| 鄭光明 | 1992年10月5日 | 1992年11月30日 | 1993年6月12日 | 1993年7月15日 | 代表     | 代表     |      |      |